# Паула Хоукинс
Паула Хоукинс (на английски: Paula Hawkins) е английска журналистка и писателка на бестселъри в жанра трилър, чиклит и любовен роман. Пише и под псевдонима Ейми Силвър (Amy Silver).

## Биография и творчество
Паула Хоукинс е родена на 26 август 1972 г. в Салисбъри, Родезия (сега Хараре, Зимбабве). Баща ѝ е професор по икономика и финансов журналист. През 1989 г. семейството ѝ се мести в Лондон. Завършва философия, политика и икономика в Кейбъл колидж на Оксфордския университет. Семейството ѝ се връща в Зимбабве, но тя остава в Англия.
След дипломирането си работи като бизнес репортер за „Таймс“. По-късно преминава на свободна практика и пише за различни издания. През 2007 г. издава първата си книга „The Money Goddess“ („Богинята на парите“), в която дава финансови съвети на жените.
През 2009 г. издава първия си чиклит роман „Confessions of a Reluctant Recessionista“ под псевдонима Ейми Силвър. Следват още три романа, които обаче нямат успех.
Решава да се насочи към криминалния жанр, взема заем от баща си и завършва ръкописа за шест месеца. Трилърът ѝ „Момичето от влака“ e публикуван през 2015 г. Главната героиня Рейчъл Уотсън е разведена и преминава труден период – всеки ден тя пътува с влака до Ню Йорк и минава покрай къщата на бившия си съпруг, живеещ с новата си жена. Но друго семейство заема мислите ѝ, докато един ден се събужда и разбира, че се е случило нещо ужасно. Романът, засягащ темите за домашното насилие, алкохолизма и наркоманията, бързо става международен бестселър и я прави известна. През 2016 г. той е екранизиран в едноименния телевизионен филм с участието на Емили Блънт, Джъстин Теру, Хейли Бенет и Ребека Фъргюсън.
През 2017 г. е издаден вторият ѝ трилър „Разказано на водата“. Тела на жени са открити на дъното на езеро наречено „Езерото на удавниците“ намиращо се до малко английско градче. Едно петнайсетгодишно момиче обаче не вярва, че сестра ѝ е скочила сама.
Паула Хоукинс живее със семейството си в Южен Лондон.

## Произведения

### Като Паула Хоукинс

#### Самостоятелни романи
- The Girl On the Train (2015)
Момичето от влака, изд.: ИК „Ентусиаст“, София (2015), прев. Маргарита Терзиева
- Into the Water (2017)
Разказано на водата, изд.: ИК „Ентусиаст“, София (2017), прев. Маргарита Терзиева

#### Документалистика
- The Money Goddess (2007)

### Като Ейми Силвър

#### Самостоятелни романи
- Confessions of a Reluctant Recessionista (2009)
- All I Want for Christmas (2010)
- One Minute to Midnight (2011)
- The Reunion (2013)

### Екранизации
- 2016 Момичето от влака, The Girl On the Train